# 추위

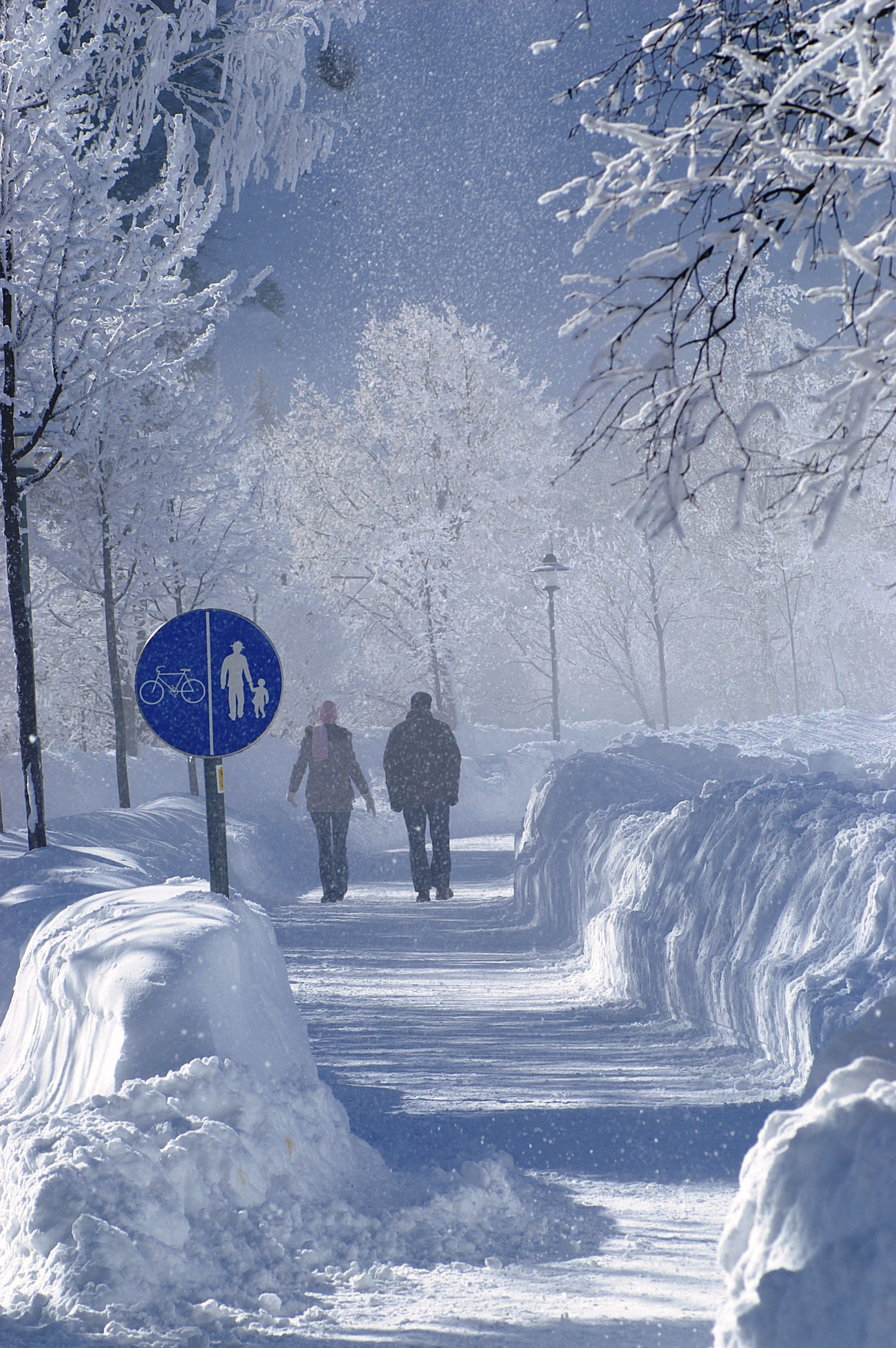
눈

추위는 추운 정도를 말하며, 바람, 기온 등에 의해서 결정된다. 특히 대기에서의 낮은 온도를 가리킨다. 일반적인 용례에서 추위는 주관적인 인식인 경우가 많다. 온도의 하한은 절대 영도이며, 절대 열역학적 온도 척도인 켈빈 척도에서 0.00K로 정의된다. 이는 섭씨 눈금에서 −273.15°C, 화씨 눈금에서 −459.67°F, 랭킨 눈금에서 0.00°R에 해당한다.
온도는 물질의 입자 구성 요소의 무작위 운동의 운동 에너지인 물체 또는 물질 샘플이 보유하는 열 에너지와 관련되므로 물체는 더 추울 때 더 적은 열 에너지를 갖고 더 뜨거울 때 더 많은 열 에너지를 갖는다. 시스템을 절대 영도까지 냉각할 수 있다면 물질 샘플에 있는 입자의 모든 운동은 중단되고 고전적인 의미에서 완전히 정지 상태가 된다. 물체는 열에너지가 0인 것으로 설명될 수 있다. 그러나 양자역학을 미시적으로 기술하면 물질은 불확정성 원리로 인해 절대 영도에서도 여전히 영점 에너지를 갖는다.

## 냉각
냉각은 추위를 일으켜 온도를 낮추는 과정을 가리킨다. 이는 시스템에서 열을 제거하거나 시스템을 더 낮은 온도의 환경에 노출시킴으로써 수행할 수 있다.
냉각수는 물체를 냉각시키고 동결을 방지하며 기계의 침식을 방지하는 데 사용되는 액체이다.
공기 냉각은 물체를 공기에 노출시켜 냉각시키는 과정이다. 이는 공기의 온도가 물체보다 낮은 경우에만 작동하며 표면적을 늘리거나 냉각수 유량을 높이거나 물체의 질량을 줄임으로써 프로세스를 향상시킬 수 있다.
또 다른 일반적인 냉각 방법은 물체를 얼음, 드라이아이스 또는 액체 질소에 노출시키는 것이다. 이것은 전도에 의해 작동한다. 열은 상대적으로 따뜻한 물체에서 상대적으로 차가운 냉각수로 전달된다.
레이저 냉각과 자기 증발 냉각은 매우 낮은 온도에 도달하는 데 사용되는 기술이다.

## 같이 보기
- 한랭전선
- 서리
- 빙하